# Філіп Покутинський
Філі́п Рома́н Покути́нський (пол. Filip Roman Pokutyński, 23 серпня 1829 Варшава — 28 жовтня 1879 Краків) — польський архітектор.

## Біографія
Закінчив Технічний інститут у Кракові (1842–1847), Берлінську академію архітектури (1849–1851). Навчався також у Франції та Італії. Спільно з Юзефом Недзвецьким провадив власне архітектурне бюро у Кракові. Проектував будівлі у різних стилях історизму (переважно неоренесансу). На його творчості значною мірою відбились ідейні засади Карла Фрідріха Шинкеля. Від 1856 року — професор будівництва у Краківському технічному інституті. Автор публікацій з історії архітектури. Кавалер Ордена святого Сильвестра. Батько архітектора Юзефа Покутинського. Певний час працював у Львові. У 1871—1873 роках був членом міської ради Львова, першої каденції, обраної за законом 1870 року. Склав повноваження передчасно. Помер у Кракові, похований на Раковицькому цвинтарі у родинному гробівці Мончинських, Покутинських і Чехів, на полі La.
Споруди у Кракові
- Власний триповерховий будинок архітектора на вулиці Кармелітській (нині № 29), спроектований спільно з Юзефом Недзвецьким 1874 року. Інтер'єр містить живописні оздоби виконані 1876 року Ф. Штаудингером.
- Будинок Наукового товариства на вулиці Славковській, 17 на розі із вулицею св. Марка (1857–1864). Кам'яні консолі сіней та теракотові скульптурні оздоби фасаду виконав скульптор Парис Філіппі, розписи інтер'єрів (втрачені) — живописець Густав Ліндквіст. Після перетворення товариства на Академію знань приміщень виявилось замало і Покутинському доручено спроектувати добудову, реалізовану у 1875–1877 роках. 1911–1913 року відбулась перебудова за проектом Юзефа Пакеса і Вацлава Кшижановського. Чергову перебудову проведено 1951 року.
- Костел Найсвятішого Серця і монастир сестер шариток на вулиці Варшавській (1869–1871).
- Костел святого Вінсента де Поля на вулиці св. Філіпа, 19.
- Палац Огінських і Потулицьких на нинішній вулиці Пілсудського, 4 (1879).

Споруди у Львові
- Казино на нинішньому проспекті Шевченка, 13 (1874–1876, співавтор Людвік Вежбицький, скульптор Леонард Марконі)[4]
- Палац графині Ізабелли Дідушицької на нинішній вулиці Стефаника, 3 (1872–1873)[5]
- Будівля Іпотечного банку на площі Галицькій, 15 (1872)[6].
- Вілла у «швейцарському» стилі на вулиці Франка, 121 біля костелу св. Софії. Збудована як санаторій для дітей на замовлення сестер шариток. Проект 1872 року, реалізований 1873-го. Віллу сильно пошкоджено під час боїв 1944 року.[7]
- Каплиці родин Кшечуновичів і Кисельків на Личаківському цвинтарі у Львові.[8]

В інших населених пунктах
- Неоготична вілла Мілевських у селі Пекари під Краковом (1857–1865). Інтер'єри були оздоблені у стилі італійського неоренесансу та англійської неоготики (не збереглись). Проект експонувався 1857 року в Кракові на щорічній виставці Товариства приятелів красних мистецтв. 1865 року Покутинський видав літографічний альбом з рисунками вілли (Willa w Piekarach, wyd. autolitograficzne w 14 tablicach, Kraków 1865.).
- Ратуша в Івано-Франківську. Проект Анастази Пшибиловського від 1869 року, через рік модифікований Покутинським, реалізований до 1871. Будівля, стилістично вирішена переважно у формах неокласицизму, складалась із видовженого двоповерхового корпусу із сильно домінуючою триярусною вежею. Ратушу розібрано перед 1929 роком для будівництва нової.[9]
- Шпиталь сестер шариток у Рогатині. Проект 1873 року, реалізовувався до 1875, остаточно викінчений у 1882-му.[10]

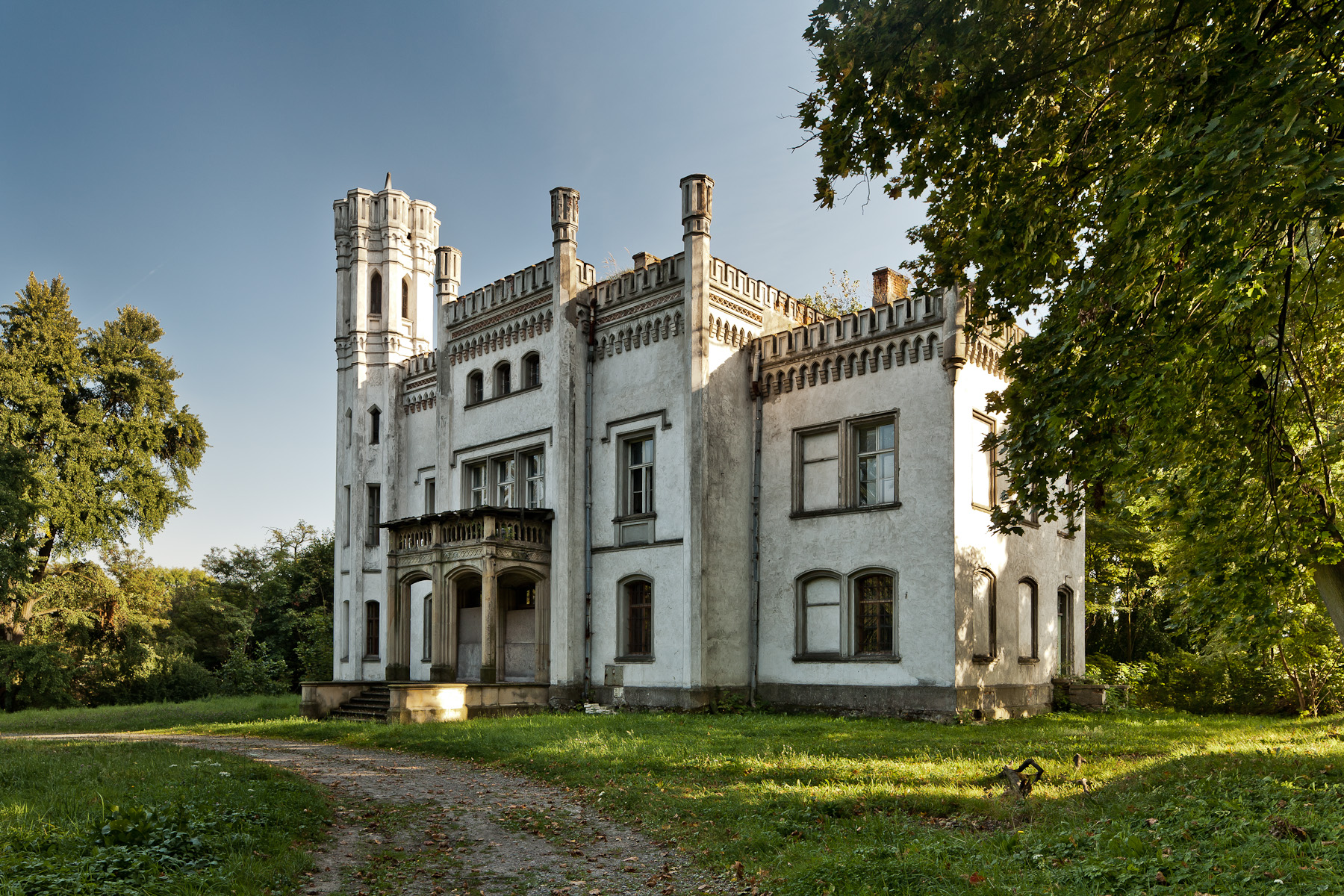
Вілла Мілевських в Пекарах (1857—1865)
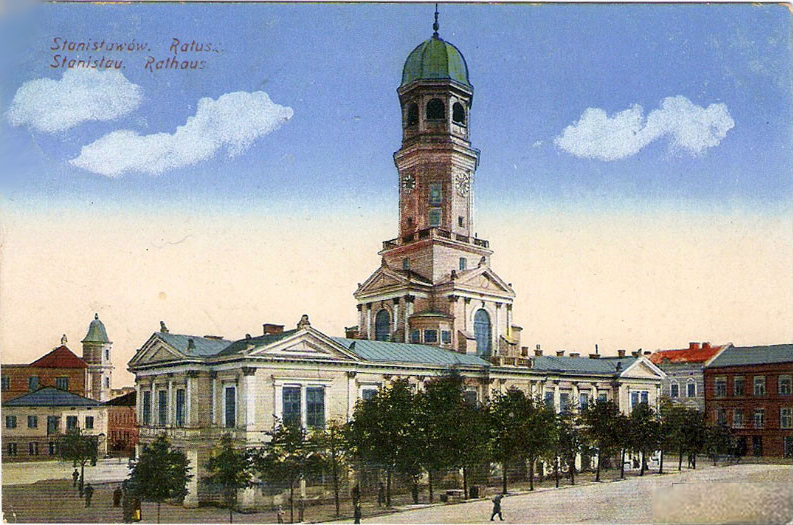
Івано-Франківська ратуша (1871)
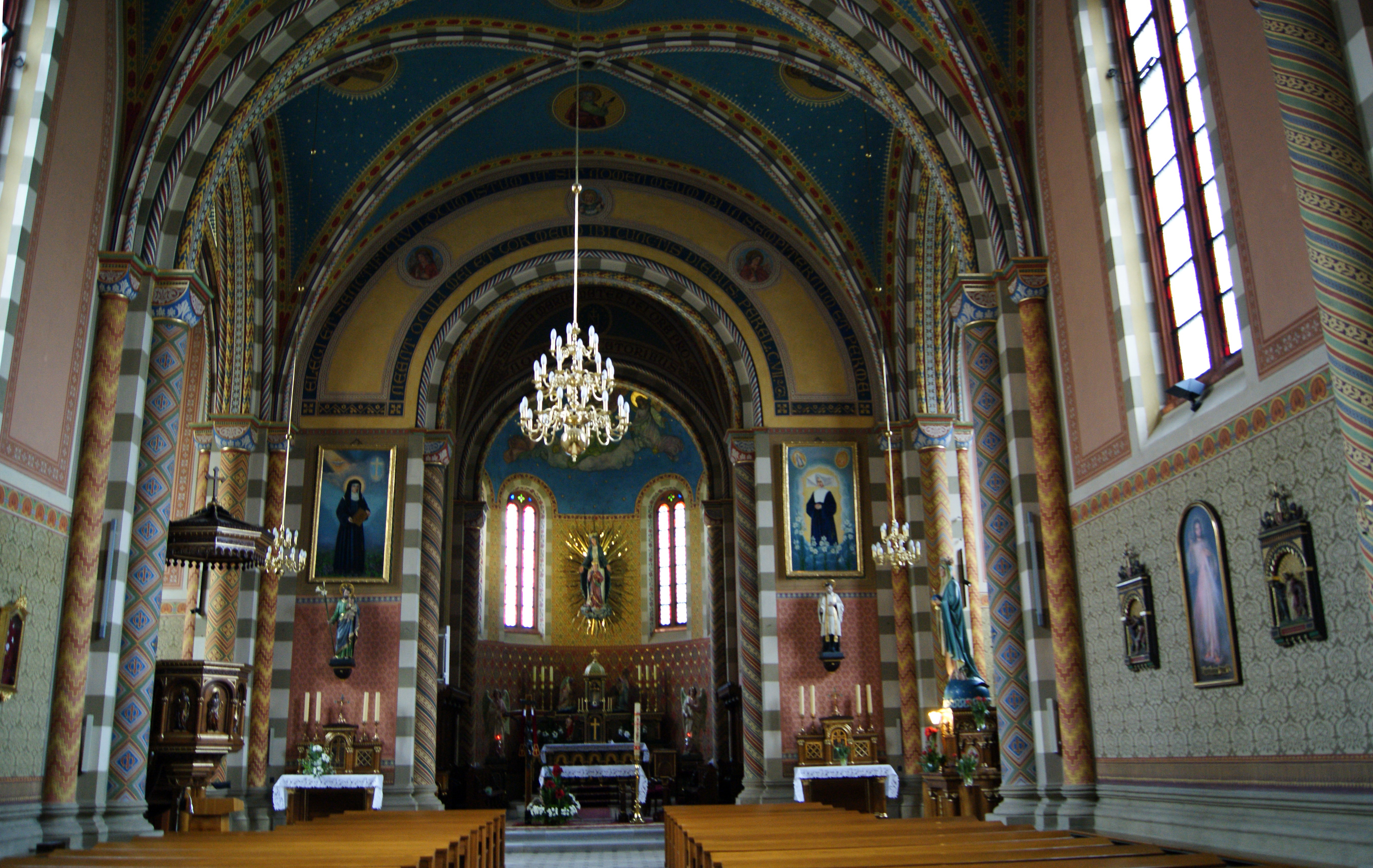
Інтер'єр костелу шариток у Кракові (1871)
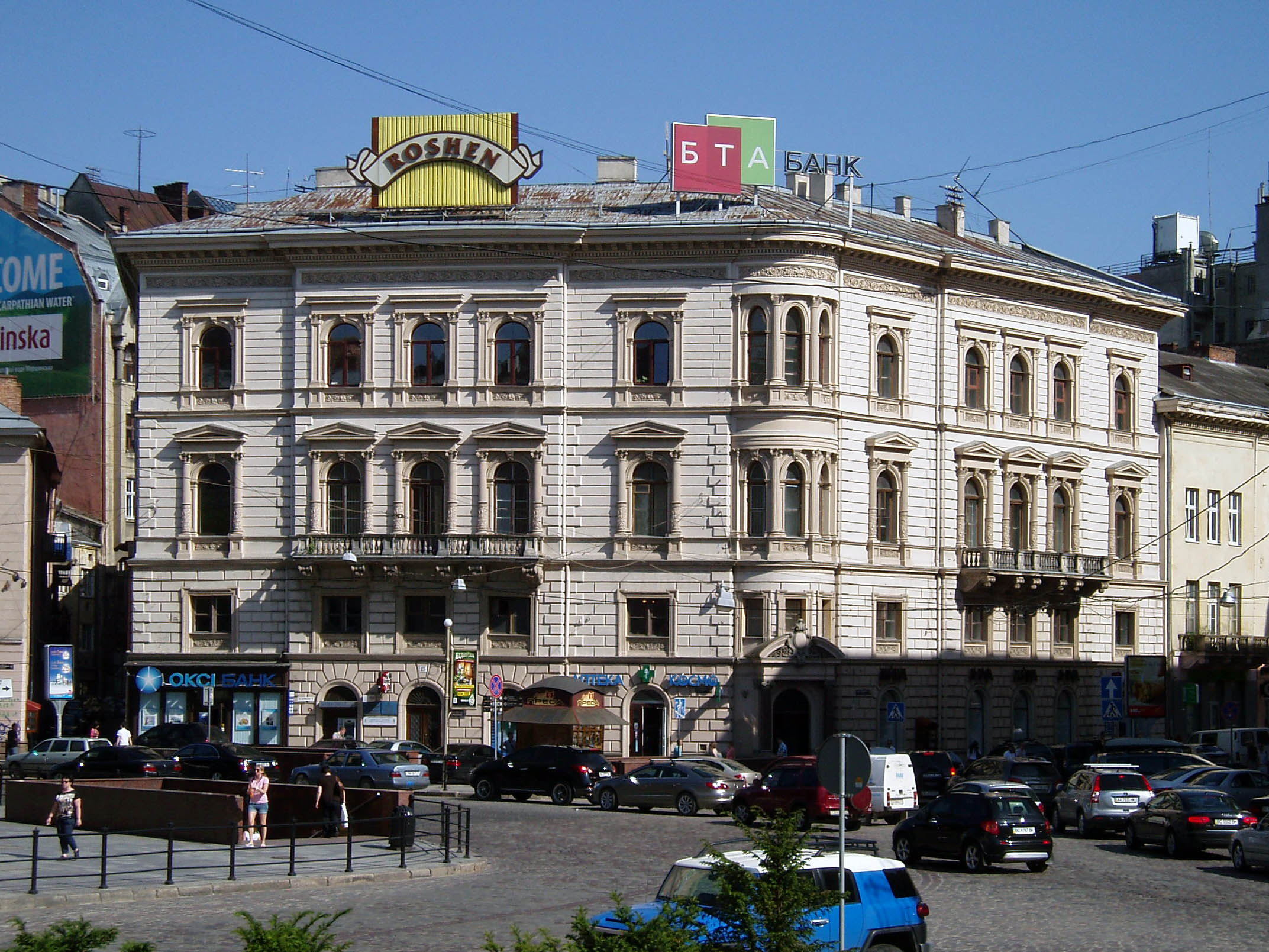
Колишній Іпотечний банк у Львові (1872).
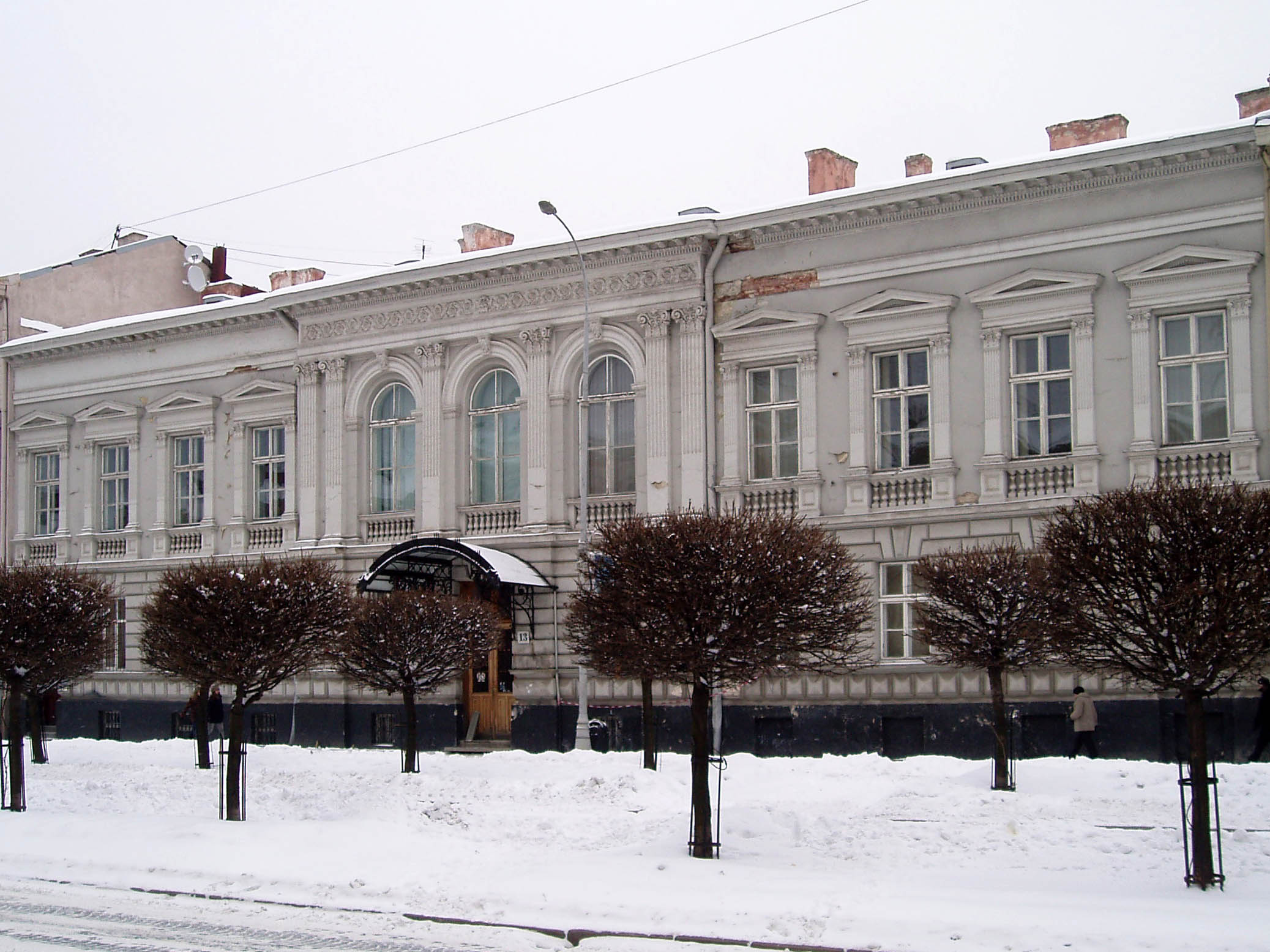
Казино на пр. Шевченка, 13 у Львові (1876)
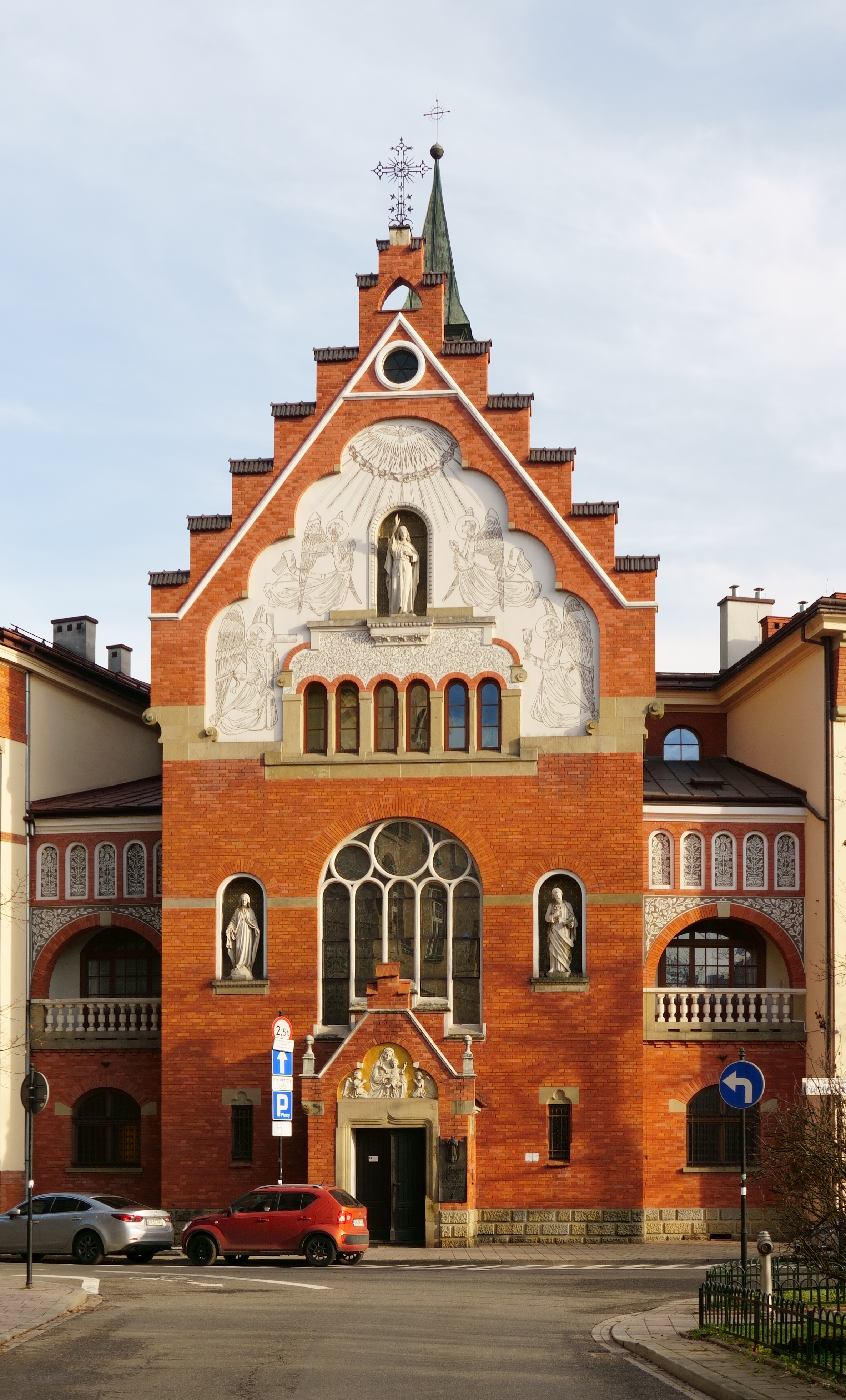
Костел Вінсента де Поля на вул. св. Філіпа, 19 у Кракові (1877)
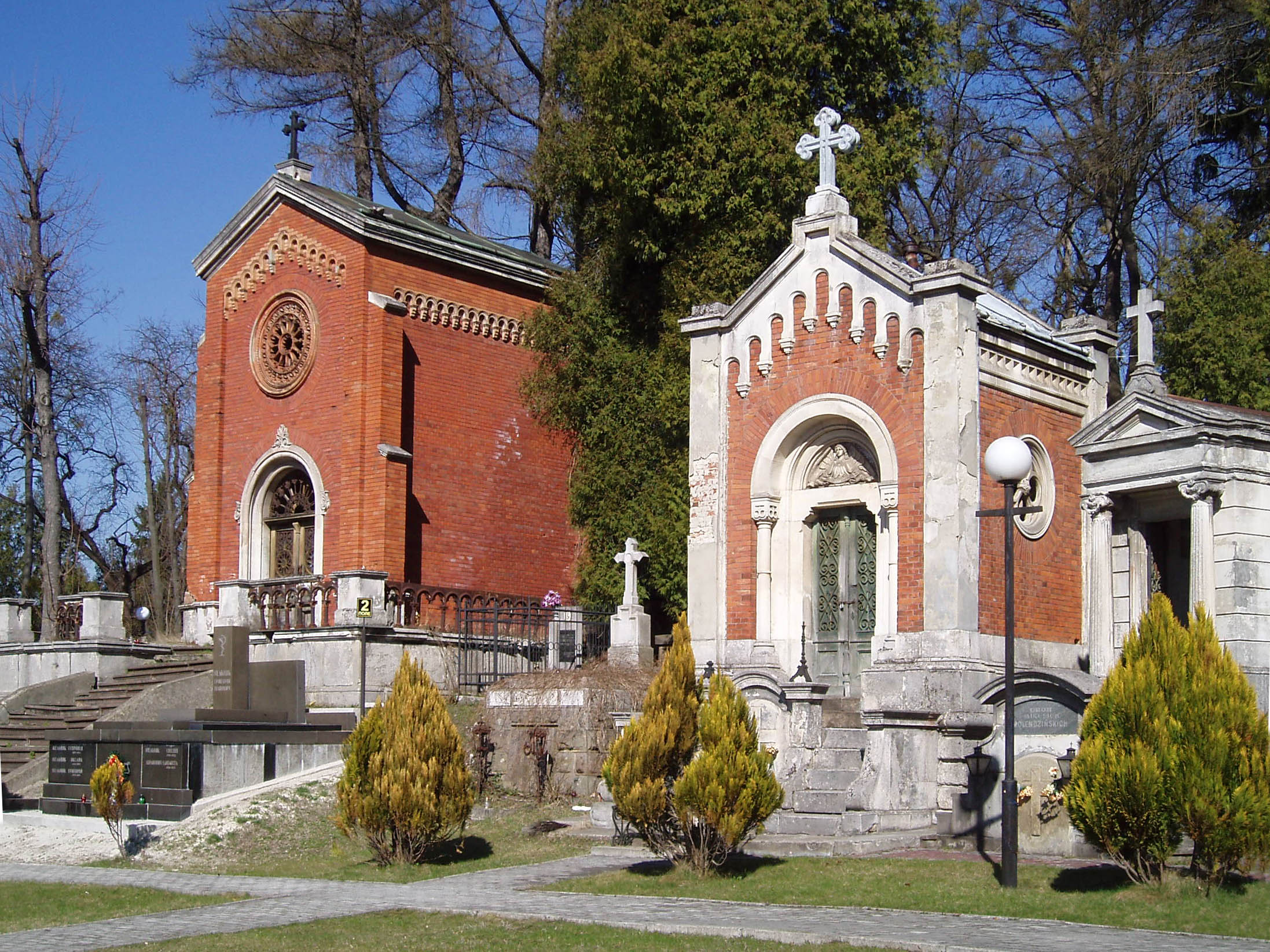
Каплиці Кшечуновичів і Кисельків на Личаківському цвинтарі у Львові
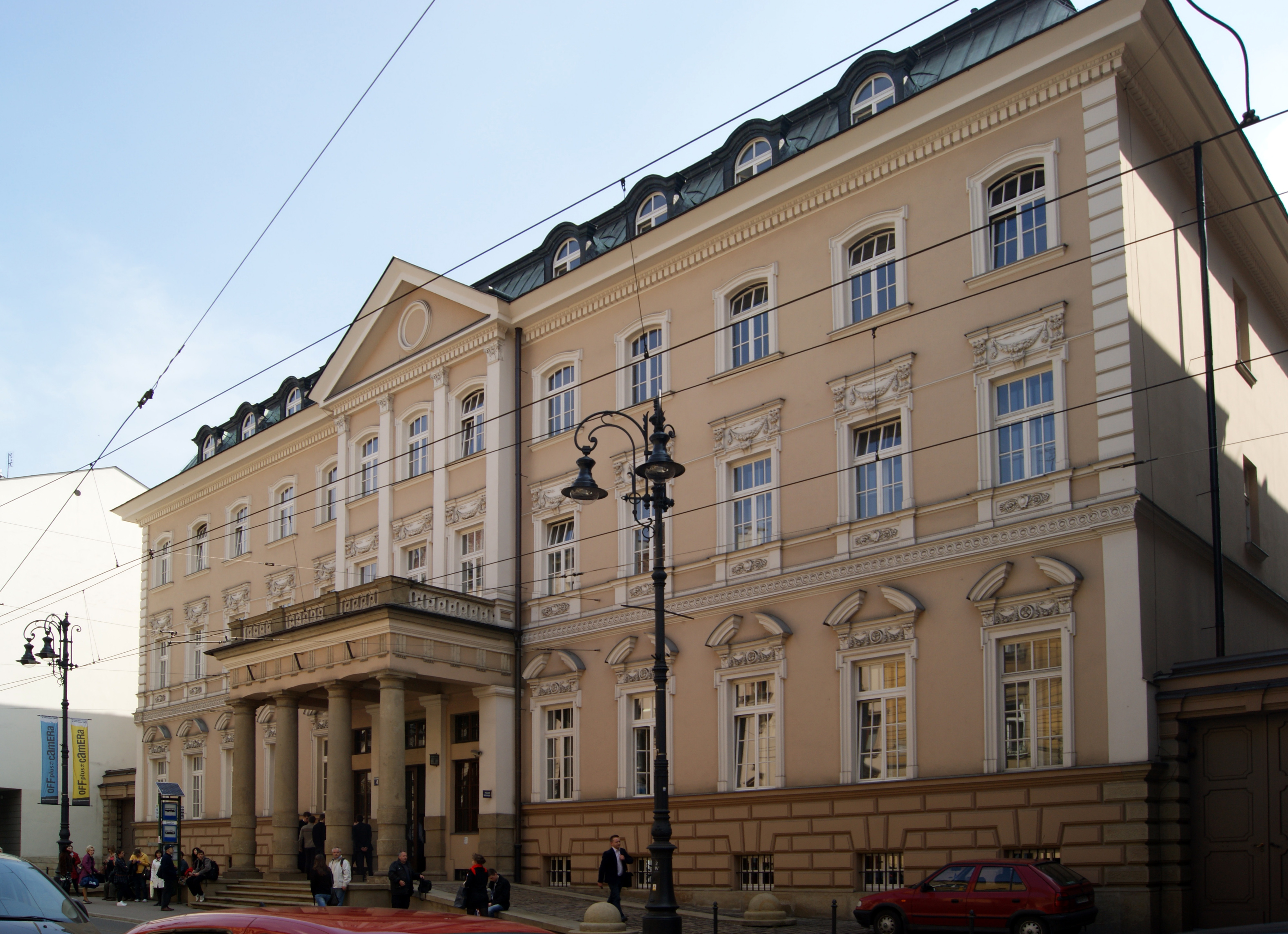
Палац Огінських і Потулицьких у Кракові (1879)